# Rachida Aït Alouha
Rachida Aït Alouha (Montegnée, 13 april 1976) is een Belgisch marxistisch politica voor de PVDA (PTB).

## Biografie
Aït Alouha is van opleiding verpleegkundige en werkte meer dan twintig jaar in de zorg, eerst in een psychiatrisch ziekenhuis en daarna in een rusthuis. Vanaf 2010 was ze vakbondsafgevaardigde voor de socialistische vakbond FGTB.
Ze werd politiek actief voor de PTB en kandideerde bij de Waalse verkiezingen van juni 2024 voor het arrondissement Luik. Aït Alouha werd verkozen en nam vervolgens zitting in het Waals Parlement en het Parlement van de Franse Gemeenschap.